# Мери Роуз (ТВ филм)
„Мери Роуз” је југословенски ТВ филм из 1974. године. Режирао га је Арсеније Јовановић а сценарио је базиран на комаду  Џејмса Метју Барија из 1920. године.

## Улоге
| Глумац                | Улога               |
| --------------------- | ------------------- |
| Радмила Андрић        |                     |
| Милан Лане Гутовић    | (као Милан Гутовић) |
| Михаило Миша Јанкетић |                     |
| Бранко Плеша          |                     |
| Марица Поповић        |                     |
| Олга Спиридоновић     |                     |